# Ala VII Phrygum

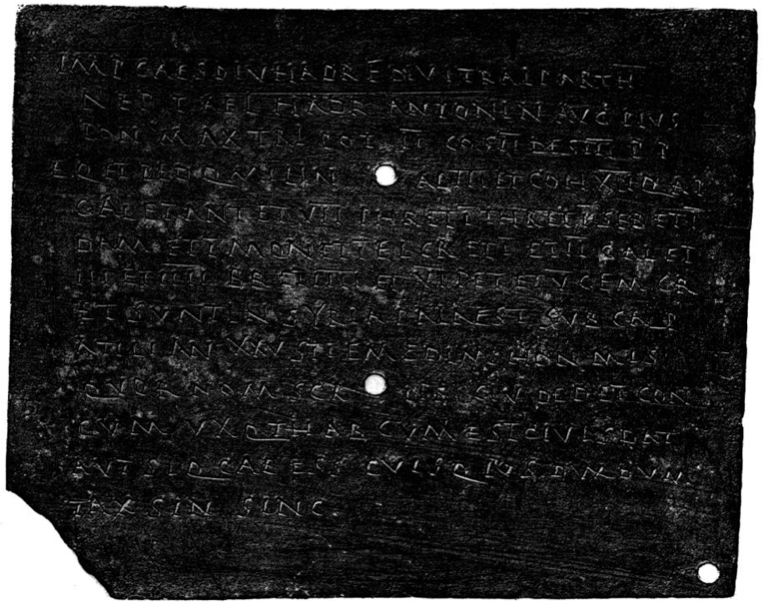
Das Militärdiplom des Jahres 139

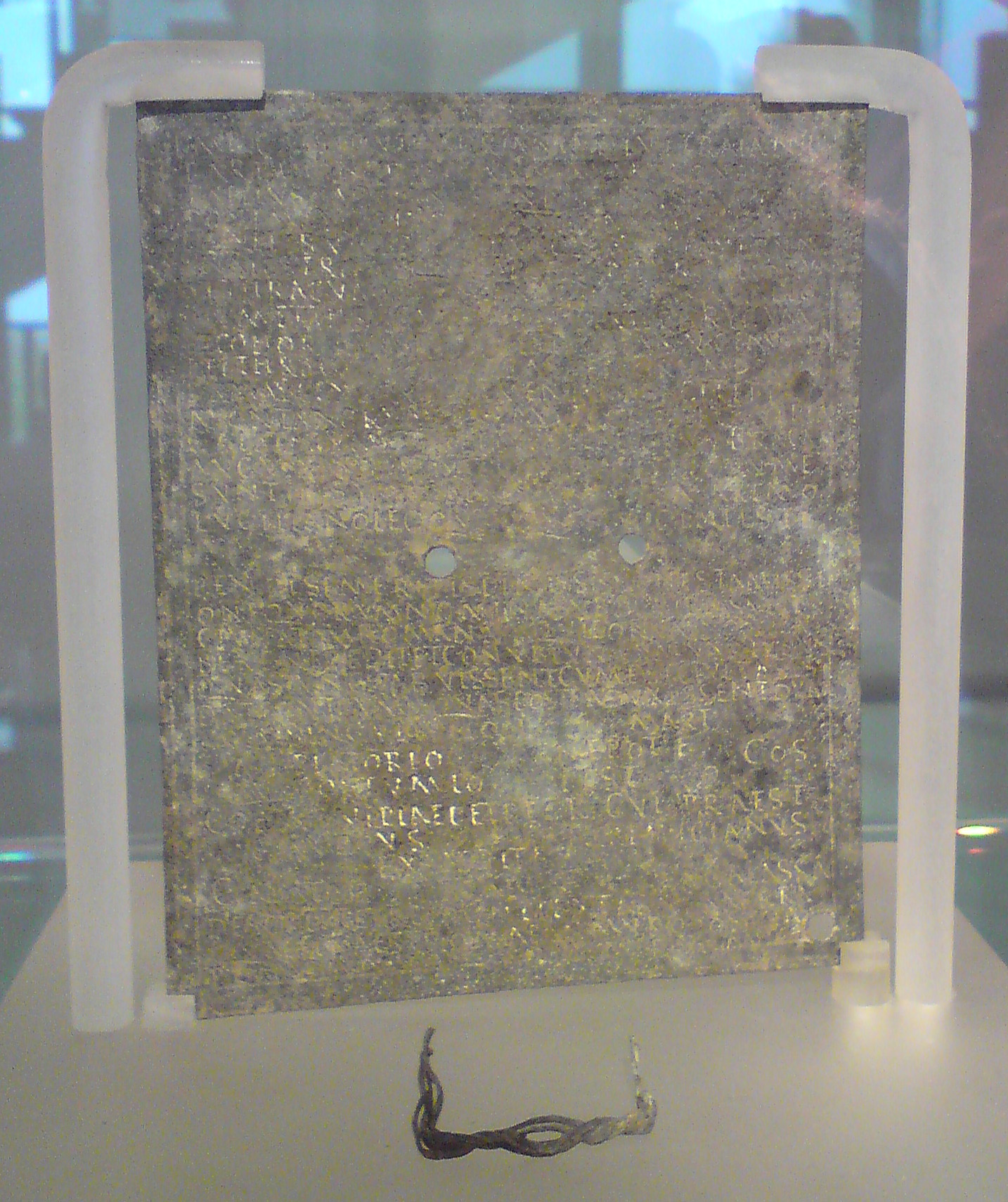
Ein Militärdiplom von 160

Die Ala VII Phrygum (deutsch 7. Ala der Phryger) war eine römische Auxiliareinheit. Sie ist durch Militärdiplome und Inschriften belegt. In den Militärdiplomen von 88 bis 93 und in zwei Inschriften wird sie als Ala Phrygum bezeichnet.

## Namensbestandteile
- Ala: Die Ala war eine Reitereinheit der Auxiliartruppen in der römischen Armee.
- VII: Die römische Zahl steht für die Ordnungszahl die siebente (lateinisch septima). Daher wird der Name dieser Militäreinheit als Ala septima .. ausgesprochen.
- Phrygum: der Phryger. Die Soldaten der Ala wurden bei Aufstellung der Einheit aus dem Volk der Phryger rekrutiert.
- felix: die glückliche bzw. die gesegnete. Der Zusatz kommt in einer Inschrift[2] vor.[3][A 2]

Da es keine Hinweise auf den Namenszusatz milliaria (1000 Mann) gibt, war die Einheit eine Ala quingenaria. Die Sollstärke der Ala lag bei 480 Mann, bestehend aus 16 Turmae mit jeweils 30 Reitern.

## Geschichte
Die Ala war in den Provinzen Syria und Syria Palaestina (in dieser Reihenfolge) stationiert. Sie ist auf Militärdiplomen für die Jahre 88 bis 160 n. Chr. aufgeführt.
Der erste Nachweis in der Provinz Syria beruht auf Diplomen, die auf 88 datiert sind. In den Diplomen wird die Ala als Teil der Truppen (siehe Römische Streitkräfte in Syria) aufgeführt, die in der Provinz stationiert waren. Weitere Diplome, die auf 91 bis 106/117 datiert sind, belegen die Einheit in derselben Provinz.
Die Ala wurde zu einem unbestimmten Zeitpunkt, vermutlich im Zusammenhang mit dem Bar-Kochba-Aufstand, in die Provinz Iudaea (dem späteren Syria Palaestina) verlegt. Der erste Nachweis der Einheit in Syria Palaestina beruht auf einem Diplom, das auf 134/154 datiert ist. In dem Diplom wird die Ala als Teil der Truppen (siehe Römische Streitkräfte in Syria Palaestina) aufgeführt, die in der Provinz stationiert waren. Weitere Diplome, die auf 136/137 bis 160 datiert sind, belegen die Einheit in derselben Provinz.
Der letzte Nachweis der Ala beruht auf einer Inschrift, die auf 197/209 datiert wird.

## Standorte
Die Ala war in Syria Palaestina an dem folgenden Standort stationiert:
- Tel Shalem: drei Inschriften[9] und vier Ziegel[10] mit den Stempeln der Einheit wurden hier gefunden.[3] Die Ala war in dem jüngeren der beiden Militärlager stationiert.[11] Vergleichende Untersuchungen des Tons der Ziegel deuten darauf hin, dass die Einheit nahebei eine eigene Ziegelei betrieben haben muss.[12]

## Angehörige der Ala
Folgende Angehörige der Ala sind bekannt:

### Kommandeure
| - Antius Antoninus, ein Präfekt - Aulus Atinius Paternus, ein Präfekt - Gaius Iulius Serenus, ein Präfekt - Gaius Nasennius Marcellus, ein Präfekt - Γαιος Ιουλιος Δημοσθενος (C. Iulius Demosthenes), ein επαρχος - Lucius Versenus Aper: er wird auf dem Diplom von 157/158 als Kommandeur genannt. | - Marcus Helenius Priscus: er wird auf einem Diplom von 88 als Kommandeur genannt. - Marcus Valerius Propinquus Grattius Cerealis, ein Präfekt - Roscius Capitolinus: er wird auf den Diplomen von 158 als Kommandeur genannt. - Τιβεριος Κλαυδιος Αγριππεινος (Tiberius Claudius Agrippinus), ein επαρχος - Τιβεριος Κλαυδιος Πιος (Tiberius Claudius Pius), ein επαρχος - Quintus Pomponius Sanctianus, ein Präfekt |

### Sonstige
| - [?], ein Soldat: eines der Diplome von 158 (ZPE-157-190) wurde für ihn ausgestellt. - Aulutralis, ein Soldat: eines der Diplome von 158 (ZPE-159-283) wurde für ihn ausgestellt. - Bringae, ein Soldat: eines der Diplome von 158 (ArchBulg-2009-51,1) wurde für ihn ausgestellt. | - Dassius, ein Soldat: eines der Diplome von 88 (RMD 1, 3) wurde für ihn ausgestellt. - L(ucius) Antonius Valens, ein Reiter (AE 1905, 55) |